# Ангола на летних Олимпийских играх 2008
Ангола принимала участие в Летних Олимпийских играх 2008 года в Пекине (Китай) в седьмой раз за свою историю, но не завоевала ни одной медали. 32 спортсмена соревновались в 6 видах спорта:
- лёгкая атлетика: 40-летний Жуан Н’Тьямба шестой раз принял участие в Олимпийских играх, но не смог финишировать в марафоне[1].
- баскетбол: мужская сборная Анголы по баскетболу в отборочных матчах группы «B» набрала 5 очков (последнее место), и в итоге заняла последнее 12 место.
- гребля на каноэ: Фортунато Луиш Пакавира участвовал в спринте, он выбыл в заплывах на дистанции С-1 на 500 м и в полуфинале на дистанции С-1 на 1000 м.
- гандбол: ангольские гандболистки соревновались в группе «А», где заняли последнее место, получив только 1 очко за ничью с Казахстаном; в итоге команда заняла последнее 12 место.
- плавание
- пляжный волейбол (мужчины).